# Базуева, Федосия Николаевна
Базуєва Федосья Николаевна (27 мая 1918, поселок Пычанки, Завьяловский район — 6 июля 1992, село Завьялово, Завьяловский район) — советский хозяйственный деятель, организатор колхозного производства, заслуженный колхозник Удмуртской АССР.
Федосья Николаевна окончила 2 курса Ижевского педагогического техникума в 1936 году, годичные курсы работников дошкольных учреждений при Наркомпросе Удмуртской АССР в 1937 году. Работала инспектором Завьяловского районо по дошкольным учреждениям в 1937—1938 годах, учителем и заведующей школы в селе Пычанки в 1938—1947 годах.
В 1948-1953 годах — бригадир полевой бригады колхоза. В 1953 году первой в республике организовала в колхозе «Россия» комплексную бригаду, которой руководила 25 лет.
Участник ВДНХ СССР, за что награждена серебряной (1969), малой серебряной (1955) и бронзовой (1954) медалями. Была депутатом Верховного совета РСФСР (1963-1967), депутатом Верховного совета Удмуртской АССР (1955—1963), делегатом III Всесоюзного съезда колхозников (1969).
Награждена 2 орденами Ленина (1958, 1966), медалями. Занесена в Почетную книгу трудовой славы и героизма Удмуртской АССР (1965).